# Eddie Cantor
Eddie Cantor (właśc. Isidore Itzkowitz; ur. 31 stycznia 1892 w Nowym Jorku, zm. 10 października 1964 w Beverly Hills) – amerykański aktor filmowy i teatralny, artysta wodewilowy, komik, tancerz oraz piosenkarz.

## Życiorys
Gdy miał 2 lata, został sierotą. Wychowała go babka. W 1908 zwyciężył w konkursie dla amatorów i, zmieniając nazwisko, postanowił poświęcić się karierze artystycznej. W 1912 zaangażowany został do rewii Kid Kabaret. W latach 1916–1919 występował w rewiach Florenta Ziegfelda. Od 1926 zaczął występować w filmach. W swoich programach radiowych wylansował takie gwiazdy, jak Dinah Shore, Eddie Fisher, Deanna Durbin. Największe przeboje: „Dinah”, „Makin’ Whoopee”, „Ain’t She Sweet?”, „If You Knew Suzie”, „Eyes at Me”, „Toot, Toot Tootsie”. W 1952 po ciężkim ataku serca wycofał się z życia artystycznego.
W 1953 nakręcono jego filmową biografię The Eddie Cantor Story. Postać Eddiego Cantora pojawia się w 3 odcinku 1 sezonu serialu Boardwalk Empire (2009).

## Dodatkowe informacje
- Postać Eddiego Cantora pojawiła się w filmie animowanym Mickey’s Polo Team. W którym drużyna Myszki Miki rozgrywa mecz polo z drużyną złożoną z przedwojennych aktorów. Eddie Cantor jest pośród publiczności.
- Postać Eddiego Cantora, a także wielu innych przedwojennych amerykańskich aktorów, pojawiła się w filmie animowanym The Autograph Hound z 1939, gdzie Kaczor Donald włamuje się do studia filmowego, aby zdobyć autografy.